# Ponte Ikitsuki
Il ponte Ikitsuki è un ponte a traliccio situato in Giappone.

## Descrizione

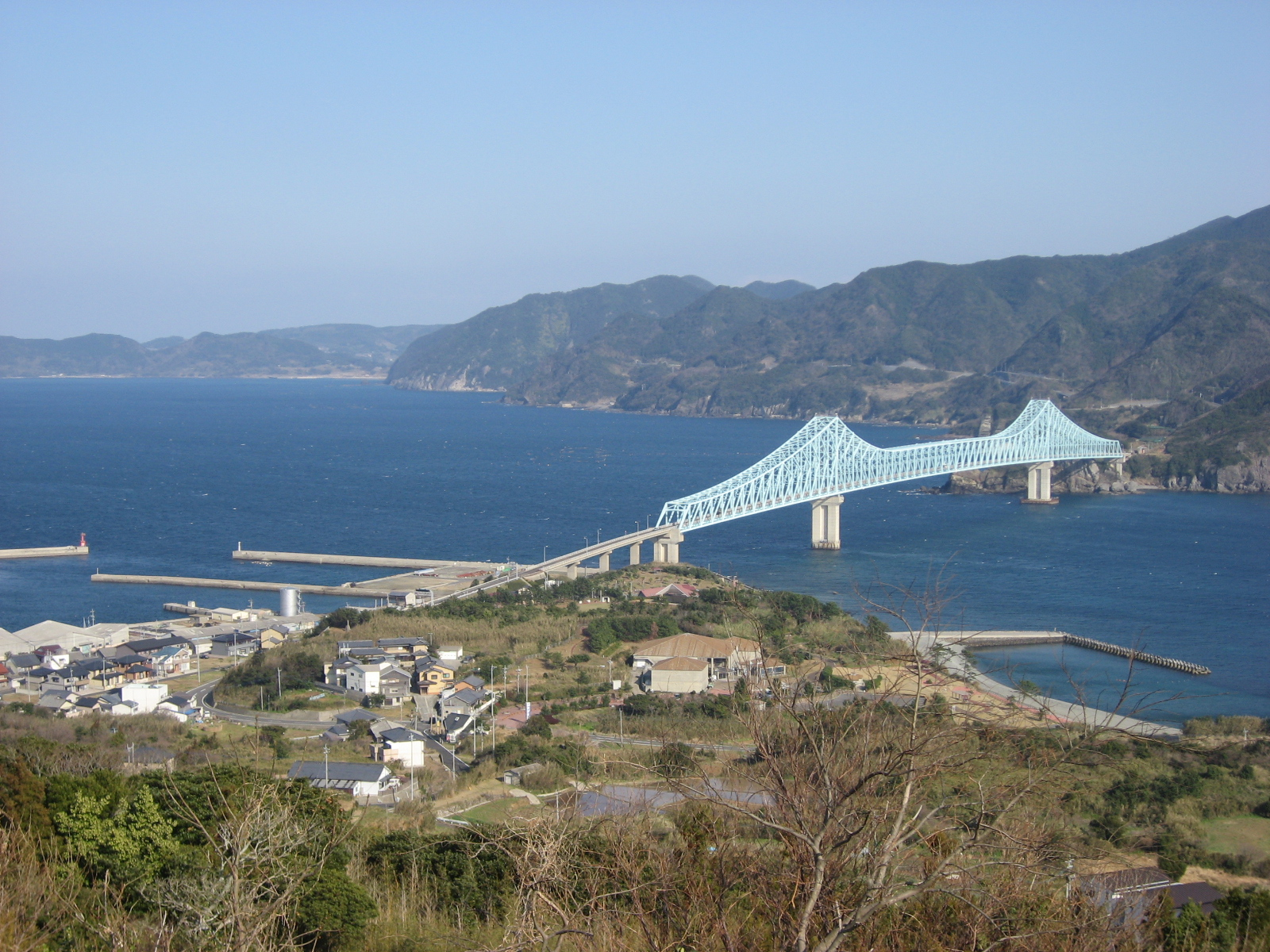
Vista panoramica del ponte

Il ponte collega Ikitsuki all'isola di Hirado. Completato nel 1991, ha una campata principale di 400 metri. È il ponte a traliccio continuo più lungo del mondo.
Il ponte trasporta il traffico veicolare da Ikitsuki a Hirado verso il resto del Giappone. Prima della sua costruzione, l'unico mezzo a disposizione per attraversare la zona era un traghetto.